# Rotundracythere mytila
Rotundracythere mytila är en kräftdjursart som beskrevs av N. de B. Hornibrook 1952. Rotundracythere mytila ingår i släktet Rotundracythere och familjen Cytherideidae. Inga underarter finns listade i Catalogue of Life.